# Modèle scientifique
Un modèle scientifique est une représentation simplifiée, et souvent idéale, de la réalité d'un phénomène permettant d'élaborer une théorie plus ou moins précise adhérant aux observations et de prévoir ce qu'il se passerait dans certaines conditions. Dans la plupart des cas, un modèle reste limité à un domaine d'application (les valeurs minimales et maximales des différentes variables) en dehors duquel ledit modèle n'est plus applicable.
Un modèle aide les scientifiques à concevoir, à analyser ou à imaginer des concepts scientifiques.  La communauté scientifique ne s'entend toutefois pas sur la délimitation du concept de «modèle scientifique» et celui de «théorie scientifique». Mais, d'une façon globale, on peut dire que les deux sont utilisées (voir essentielles) dans toutes les branches de la science.

## Un modèle de visage

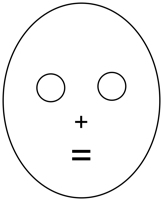
Et pourtant, cela nous apparaît comme un visage

Tout le monde connaît la plaisanterie "zéro plus zéro égale la tête à Toto" (résultat ci-contre). Contre toute attente, ce schéma dessiné avec seulement 5 symboles de base nous laisse tous avec l'idée qu'il s'agit d'un visage. En fait, même sans le signe "+" qui représente le nez, nous saurions tous que c'est un visage. En fait, c'est un modèle : "une représentation simplifiée de la réalité... adhérant aux observations". Un tel modèle nous fait nous demander ce qui, dans notre cerveau, nous fait identifier ces quelques traits comme un visage et c'est une question qui se pose en neurosciences.
Le mécanisme cognitif de modélisation n'est pas exclusivement humain. Lorsque l'on fait défiler sur un écran d'un côté à l'autre un trait vertical devant un crapaud, celui-ci ne réagit pas [réf. nécessaire]. Cependant, si le trait est horizontal, le crapaud attaque l'écran avec sa langue comme s'il s'agissait d'une proie. L'interprétation des scientifiques est que le crapaud reconnaît non seulement une forme qui peut ressembler à un ver ou une chenille mais aussi analyse son déplacement pour vérifier s'il s'agit d'une proie potentielle et pas une feuille enroulée sur elle-même.